# Everybody (DJ-BoBo-Lied)
Everybody ist ein Lied des Schweizer Musikers DJ BoBo aus dem Jahr 1993. Es wurde ihm mit Daniel Peyer und Joe South geschrieben und im Juni 1994 als fünfte und letzte Single des ersten Studioalbums Dance with Me ausgekoppelt. Das Lied zählt zu seinen bekanntesten.

## Hintergrund
Everybody wurde von DJ BoBo mit Daniel Peyer und Joe South geschrieben und von ihm mit Gutze Gautschi und Mark Wyss produziert. Es erschien im Juni 1994 über das Label Fresh als Single. Es handelt sich um einen Midtempo-Pop- bzw. Eurodance oder Eurohouse-Song. Der Refrain wird von Sängerinnen gesungen, während DJ BoBo die Strophen rappt. Im Songtext wird jeder im Publikum aufgefordert, sich zur Musik zu bewegen und Spaß zu haben („Everybody, move your feet / to the rhythm of this beat / Everybody, sing this song / All the people having fun“).

## Musikvideo
Auch ein Musikvideo wurde zu dem Song gedreht. Es zeigt DJ BoBo mit Tänzerinnen in Porto Venere, Italien. Eine über den offiziellen Kanal des Musikers veröffentlichte Liveversion wurde bei YouTube mehr als 99 Millionen Mal abgerufen.

## Rezeption

### Charts und Chartplatzierungen
In den deutschen Singlecharts erreichte der Song Platz zwei, in der Schweizer Hitparade Platz drei und in den Ö3 Austria Top 40 Platz 24. In den britischen Musikcharts schaffte es die Single auf Platz 47, in Finnland erreichte sie die Spitzenposition der Charts.
In den Bravo-Jahrescharts 1994 erreichte Everybody mit 194 Punkten den 16. Platz.
| ChartsChartplatzierungen     | Höchstplatzierung | Wochen |
| ---------------------------- | ----------------- | ------ |
| Deutschland (GfK)            | 2 (27 Wo.)        | 27     |
| Österreich (Ö3)              | 24 (6 Wo.)        | 6      |
| Schweiz (IFPI)               | 3 (31 Wo.)        | 31     |
| Vereinigtes Königreich (OCC) | 47 (2 Wo.)        | 2      |

| ChartsJahrescharts (1994) | Platzierung |
| ------------------------- | ----------- |
| Deutschland (GfK)         | 10          |
| Schweiz (IFPI)            | 6           |

### Auszeichnungen für Musikverkäufe
| Land/Region        | Auszeichnungen für Musikverkäufe (Land/Region, Auszeichnung, Verkäufe) | Verkäufe |
| ------------------ | ---------------------------------------------------------------------- | -------- |
| Deutschland (BVMI) | Platin                                                                 | 500.000  |
| Insgesamt          | 1× Platin ·                                                            | 500.000  |